# تلمبه شماره ۴ پشه‌خانه
تلمبه شماره ۴ پشه‌خانه یک منطقهٔ مسکونی در ایران است که در بخش نگین کویر واقع شده‌است.